# 科羅 (馬里)
科羅是馬里的城鎮，位於該國中部，由莫普提區負責管轄，面積6,885平方公里，海拔高度151米，居民主要從事農業，2009年人口62,681，人口密度為每平方公里9.2人。
14°03′50″N 3°04′31″W / 14.06389°N 3.07528°W